# Буйвол (прам, 1710)
«Буйвол» или «Boul» — прам Балтийского флота Российской империи, участник Северной войны.

## Описание судна
Парусно-гребной прам с деревянным корпусом. Вооружение судна в по сведениям из различных источников могло состоять из 17 или 18 орудий.
Один из трёх прамов и семи парусных и парусно-гребных судов, которые несли службу в составе российского флота. Также в составе Балтийского флота нёс службу прам «Олифант» 1752 года постройки, в 1759 году переименованный в «Буйвол», в составе Днепровской флотилии одноимённый прам 1737 года постройки, а в составе Черноморского флота несли службу одноимённые галиот 1774 года постройки, транспортное судно 1784 года постройки, флашхоут 1825 года постйки и корвет 1856 года постройки.

## История службы
Прам «Буйвол» был заложен на стапеле одной из верфей Санкт-Петербургского адмиралтейства 28 января (8 февраля) 1710 года и после спуска на воду в том же году вошёл в состав Балтийского флота России. Строительство вёл корабельный подмастерье Вилим Шленграф.
Принимал участие в Северной войне 1700—1721 годов. В течение каждой из кампаний с 1714 по 1718 год выходил на Ревельский рейд, где находился о конца кампании, а на зимовку уходил в Гельсингфорс.
По окончании службы в 1719 году прам «Буйвол» был разобран в Ревеле.
Командиром прама в 1714 и 1715 годах служил поручик, а с 28 января (8 февраля) 1715 года капитан-поручик Сверис Картс Фалк.